# Лорд, Эмма
Эмма Лорд (англ. Emma Lord) — американская писательница, автор любовных романов в жанре подростковой литературы. Её романы — «Милый твит», «У тебя есть совпадение», «Когда у тебя будет шанс» и «Начни снова». Её дебютный роман «Милый твит» — это пересказ романа «Вам письмо», написанный для молодёжи. Он был включён в список 100 лучших романов для молодёжи всех времён по версии журнала Cosmopolitan. Её второй роман «You Have a Match» стал лучшим романом для молодёжи зимой 2021 года по версии Reese’s Book Club и бестселлером по версии New York Times. Её третий роман, «Когда у тебя будет шанс», был вдохновлён мюзиклом «Mamma Mia!» и рассказывает историю начинающей театральной актрисы, которая ищет свою мать, найдя старый аккаунт отца в LiveJournal.